# ميدان أتاريم

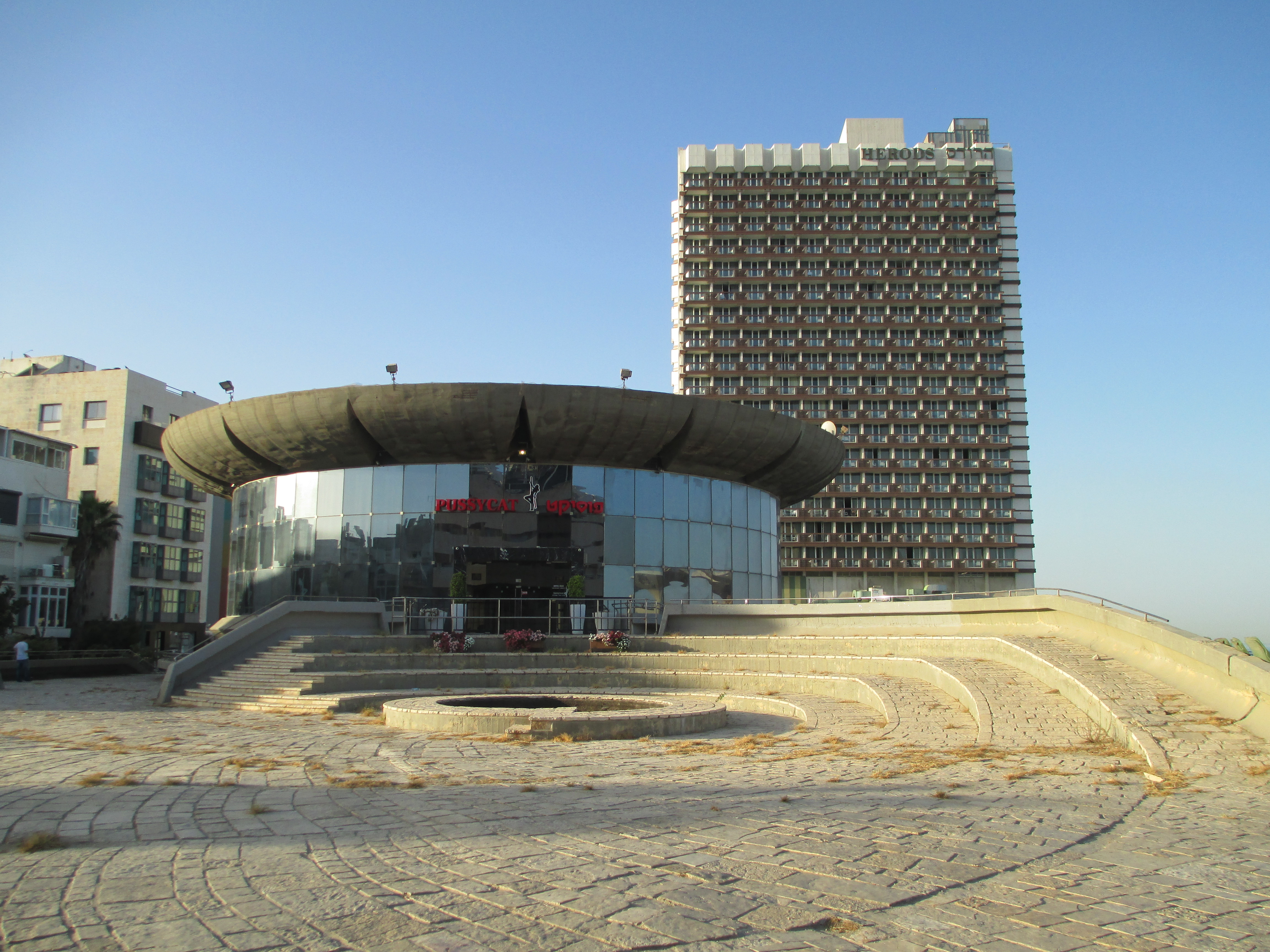
ميدان أتاريم ويظهر خلفه "ملهى كولوسيوم" الليلي

ميدان أتاريم (ويعرف أيضا باسم ميدان نامير) هو ميدان عام ومجمع مباني في تل أبيب في إسرائيل. صممه المهندس المعماري يعقوب ريختر. 

## الموقع
وهو نموذج على العمارة الوحشية في إسرائيل. ويقع المجمع بالقرب من الشاطئ في تل أبيب في مقابل شارع اليعازر بيري، وهو متصل بكورنيش تل أبيب، وجادة بن غوريون وشارع اليركون. وتقع بركة غوردون في الجانب الغربي من الميدان. 

## التاريخ

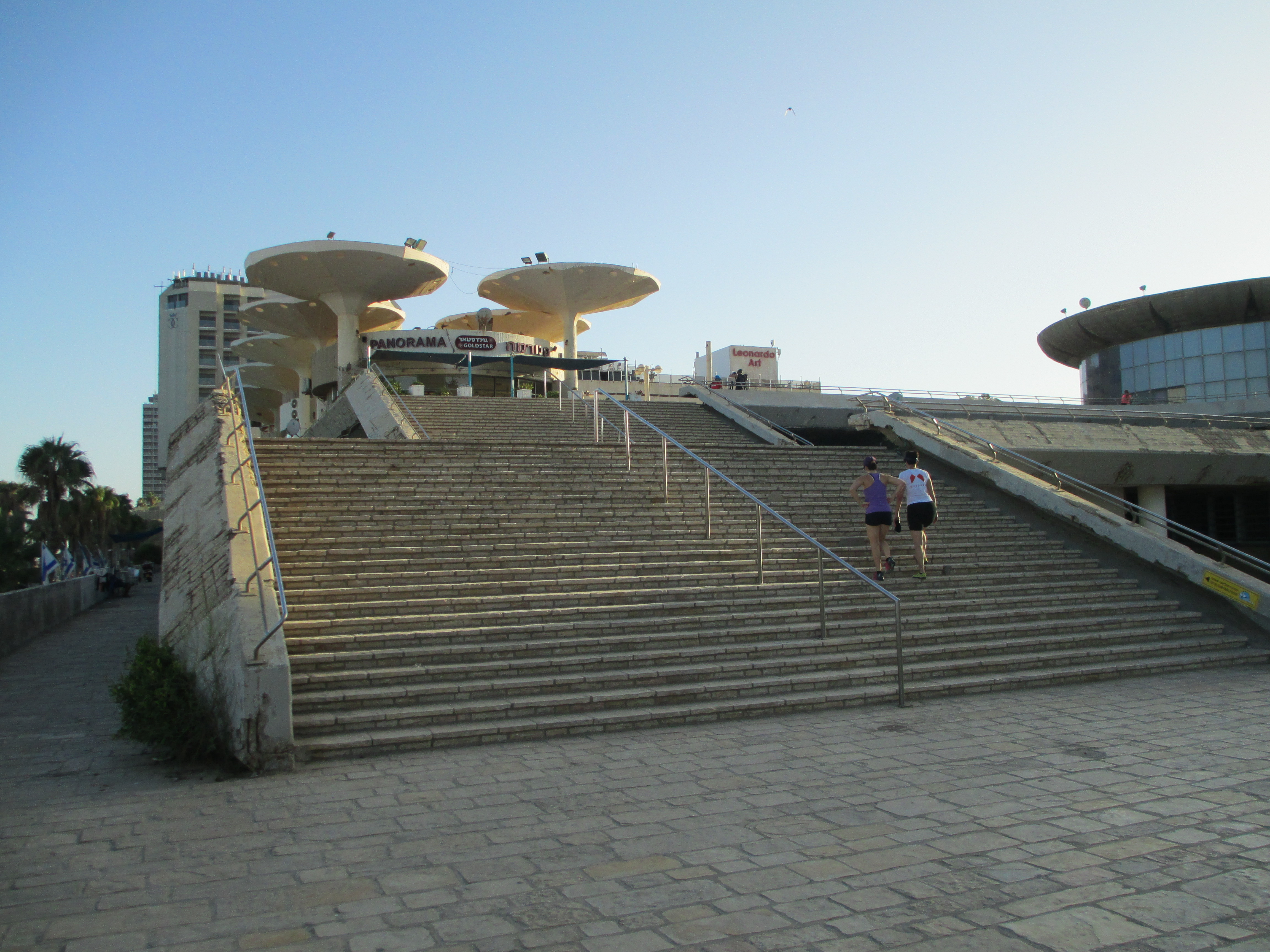
ميدان أتاريم

قبل بناء الميدان كان الحي يتألف من أكواخ وعشش. وتم بناءه كمسكن مؤقت للاجئين اليهود الذين أجبروا على الفرار من يافا أثناء أعمال الشغب في يافا عام 1921 وللمهاجرين الجدد. وتعرض حي الشاطئ لفيضانات الشتاء المتكررة والرياح العاتية.

## تدهوره
في عام 1982، افتتح هناك ملهى الكولوسيوم الليلي، وهو أكبر ملهى في إسرائيل، وعمل حتى أواخر التسعينيات. ورغم ذلك تدهورت أحوال الميدان. وخلال حرب الخليج عام 1991، قال العمدة شلومو لاهات ساخرًا إنه يأمل أن يدمره صاروخ سكود.  وعلى الرغم من أن الساحة كانت تسمى في الأصل ساحة نمير، على اسم مردخاي نمير، طلبت أورا نمير أرملة نمير سحب اسم زوجها الراحل من الميدان وتكريمه بطريقة أخرى بعد تدهور الميدان. 